# 夢想飛行
《夢想飛行Good Luck》（英語：GOOD LUCK!!）是自2003年1月19日至2003年3月23日，由日本TBS電視台播出的周日電視連續劇，木村拓哉、堤真一、柴崎幸、內山理名、黑木瞳、竹中直人等人主演。
播放時間為日本時間逢星期日21:00-21:54。共10回。平均收視率為30.6%、最高收視率為37.6%。
這是木村繼《美麗人生》後第2度主演TBS電視台周日劇場。

## 登場人物

### 主要人物
- 新海元（29）－ 木村拓哉（香港配音：蘇強文、台灣配音：曹冀魯）

年輕的全日空副駕駛員，夢想成為真正的機長。大學畢業後進入全日空。性情坦率和天然。很受女性歡迎，不過對交友聯誼會和聚餐沒有興趣。
於本劇中發生過3次停飛記錄（第1集時擅自離開駕駛艙、第7集首次體檢不合格及第9集進行逃生演習期間受傷），但最終憑著對飛行的熱誠而成功渡過停飛期。
- 香田一樹（40）－ 堤真一（香港配音：陳欣、台灣配音：王希華）

12年前於格拉斯哥航空任職，但由於1次意外逃過大劫的飛機事故過後一直活著自責與內疚中，因而變成一個對人嚴謹，對自己更加嚴謹的人，做事態度亦因而非常強硬。
加入全日空後同時任職運行監查官負責監查飛行員的情況，有被政府託付為特別租航班機的機長的能力。
跟富樫曾經是戀人關係，但因為12年前的事而分手，於大結局復合。
- 緒川步實（24）－ 柴崎幸（香港配音：陸惠玲、台灣配音：陳美貞）

全日空的飛機維修員，隸屬阿部的組別。
父母因12年前的飛機事故而逝世，因此很害怕坐飛機，最後在新海的幫助下成功走出陰影，現時與姐姐緒川香織二人一同生活。

### 全日空

#### 飛行總部
- 安住龍二郎（29）－ 安住紳一郎（TBS廣播員；香港配音：潘文柏）

與新海元同期的全日空副駕駛員，自認為是在同期駕駛員中成績最優秀的。
- 內藤Jane（45）－ 竹中直人（特別出演；香港配音：張炳強）

全日空機長。其貌不揚得來為人幽默，因此跟新海一樣份屬女人湯丸，起初經常挖苦新海，但後來慢慢的改觀並稱他「元仔」。
在其中1次飛往首爾的特別包機向學生介紹駕駛艙情況時自稱「鬥雞機長」，並以生動幽默的方式介紹駕駛艙，結果贏得全機學生以及機組人員的歡笑和掌聲。

#### 客艙總部
- 富樫纪子（38）－ 黑木瞳（香港配音：黃鳳英）

全日空機艙服務員。新海元傾訴的對象。有豐富空中客服經驗，周圍的人也對她十分信賴。曾經被公司推薦轉任教官，其後拒絕。
12年前為香田女友，但因為空難影響而分手，於大結局復合。
- 深浦麗（23）－ 內山理名（香港配音：林元春）

全日空新晉機艙服務員。胡亂地向新海元求愛。視緒川步實為情敵。
第5集因為被正在休班的香田以侮辱性字句責罵而控告他，其後撤告。
- 太田健三郎（45）－ 段田安則（香港配音：招世亮）

全日空座艙經理。對香田一樹懷有恨意，發誓要做日本第一的座艙經理給香田看。內藤稱他為「三葉草太田」。
於第8集時表示自己本身有1個兒子。
- 原田美和子（32）－ 加藤貴子（香港配音：梁少霞）

全日空機艙服務員。

#### 整備中心
- 阿部貴之（26）－ 要潤（香港配音：梁偉德）

全日空的飛機維修員組長，步實為其組員。十分在意步實的事。

#### 其他角色
- 朴美淑（22）－ 尹孫河（香港配音：鄭麗麗）

新海元的鄰居，住在新海元的高級公寓隔壁的韓國人。不自主地稱呼新海元為前情人「阿正」(台灣譯成小章)，甚至有過親密舉動，故此每次搞到新海哭笑不得。以中華航空的機艙服務員身份與新海元最後一次見面。
- 新海誠（16）－ 中尾明慶（香港配音：林丹鳳）

新海元的弟弟，高中生。為了讓新海元成為飛行員，繼承家傳行業。
- 緒川香織（26）－ 市川實和子（香港配音：黃麗芳）

緒川步實的姐姐。護士。亦是同居的妹妹傾訴的對象。
- 新海良治（60）－ 碇矢長介（特別出演；香港配音：陳曙光）

新海元的父親、釣魚船舖店主。與不願繼承家傳行業並且離開了家的新海元心和口不和。

#### 各集角色

##### 第一集
- 水島公作 - 岩城滉一（香港配音：盧國權）

機長，為新海的師父。在第一集的飛行中，因為腰痛而萌生退休的念頭。在最後飛行任務結束後要求新海為他拍照留念，並將自己的肩章送給新海作為鼓勵。
- 伊藤敦夫 - 平泉成（香港配音：源家祥）

因為洛杉磯國際機場發生火災，而對返航成田機場不滿的乗客。
與富樫爭論期間推跌了她，並故意撞了通報事件的太田一下，但其後由走出駕駛艙的新海元出面調停並因新海的解釋而痛哭。在成田機場轉機時向各機組人員道歉並表示自首時機組人員決定原諒他，並指示他轉機後亦能準時到達美國西岸。

##### 第三集
- 小倉光喜 - 黒部進（香港配音：源家祥）

議員。飛行途中出現恐懼症的情況而緊急折返並送院治理。
- 夏川廣樹 - 津嘉山正種（香港配音：譚炳文）

前往檀香山航班的機長。
- 步實的叔父 - 頭師孝雄（香港配音：林保全）
- 步實的嬸母 - 茅島成美（香港配音：盧素娟）

##### 第四集
- 相馬留美子 - 西田尚美（香港配音：曾秀清）

上海麗美酒店大火中的重傷者，需緊急送院進行手術而送上日本政府得別包機回國。當時與丈夫功二正在渡蜜月，但其丈夫已經罹難。
於起飛前突然醒來並因為失去丈夫的關係而情緒激動並喊著不要起飛，最終在富樫的安撫及陪伴下成功起飛並一同回國。

##### 第五集
- 熊川哲也 - 熊川哲也（香港配音：鄺樹培）

友情客串角色，是華盛頓往成田航班的座上客之一。

##### 第六集
- 牛島美砂 - 石田えり（香港配音：沈小蘭）

希望趕急返回日本，為她病危的1位女童病人施行手術的醫生，在新海的協助下乘上了新海執行的航班。
起初對新海和香田轉飛北海道非常不滿，甚至搶了通話器向新海哭罵一番，但最後他們能夠以最快時間重返成田機場後以通話器向新海道謝。

##### 第七集
- 山上達生 - 柴俊夫（香港配音：林保全）

被稱為「偉大機長」的資深機長。因為與新海共飛的航班中，被香田評為不合格，而決定退休。
為香田的師父，同時是引薦香田加入全日空的重要人物，在最後一次航程期間告訴新海有關12年前香田一直放不下的空難事件始末，並對自己最終無法帶香田走出困境一事深感遺憾。
- 診療室醫生 - 大島蓉子（香港配音：黃鳳英）

為機師進行健康診斷的醫生。

##### 第九集
- 成見醫生 - 石黒賢（香港配音：林保全）

慶明醫療中心的醫生。因為不想新海不能再飛，而向新海建議進行足部手術。
- 北村飛行總部人事部長 - 小野武彦（香港配音：譚炳文）
- 飛行訓練教官 - 芹澤名人（香港配音：潘文柏）

新海於沖縄下地島機場初次受訓時，負責進行訓練的教官。

##### 最終集
- 中年男子 - 村松利史（香港配音：雷霆）

新海在復職評核，飛往檀香山的航班中的乘客。由於前往洗手間刮鬍子，充電時電動剃刀遺留在洗手間內,而引至機艙內停電。
- 勝田機長 - 中根徹（香港配音：招世亮）

新海在復職評核，擔任模擬飛行評核的教官。
- 機艙服務員 - 竹内香苗（當時為TBS報幕員）

## 製作人員
- 編劇：井上由美子
- 音樂：佐藤直紀
- 導演：土井裕泰、福澤克雄、平野俊一
- 製作人：植田博樹、瀨戶口克陽
- 協助：ANA、新東京國際機場公團（日语：新東京国際空港公団）（現・成田國際機場株式會社（日语：成田国際空港株式会社））、東京國際機場（羽田機場）、緑山Studio City（日语：緑山スタジオ・シティ）、東通（日语：東通）、Office Cresent（日语：オフィスクレッシェンド）
- 製作：TBS
- 劇本：井上由美子
- 音樂：佐藤直紀
- 導演：土井裕泰、福澤克雄、平野俊一
- 監製：植田博樹、瀬戸口克陽
- 副導演：平川雄一朗、池辺安智、武藤淳、佐藤敦司、田中大二朗、菅野真由美
- 副監製：石丸彰彦、相場恵理子、東義勝
- 技術：島孝雄
- 攝影：須田昌弘、上村信夫　高柳知之　関毅
- 映像：木部伸一郎、小高宏文
- 燈光：金子信男、鋤野雅彦　西綾乃　半田圭
- 錄音：清水昭人、植村貴弘　金澤康雄　仲山一也　尾崎佐千子
- 音響効果：中村友美
- 編劇：松尾茂樹、井手和重
- CG：曽利文彦、田中浩征
- 標題CG：保坂久美子
- 美術監製：石田道昭、青木ゆかり
- 美術設計：青木ゆかり
- 美術制作：やすもと たかのぶ
- 裝置：熊野憲治
- 裝飾：鈴木昌也、上原一晃
- 服裝：武居守一、斉藤 飛鳥　村田おりえ
- 髮型：吉村美和、座喜味えり奈　大隣 望美
- 道具：若園聡子
- 美術照明：坂本香織
- 製作總監：片岡俊哉、綱島美恵、戸塚寛人
- 製作主任：小宮伸之、後藤和弘、船谷純矢
- 製作助理：後藤和弘、戸塚寛人
- 紀録：鈴木一美、原田靖子
- 節目事務：小澤通子
- 編成擔當：山田康裕
- 宣傳：鈴木慎治、藤田千春
- 音楽監製：志田博英、渡邉朋子、徳山竜法
- 醫療顧問：堤邦彦
- 製作：TBS

## 播放日期、副題、收視率
| 集數       | 播放日期   | 副題       | 導演       | 收視率 |
| ---------- | ---------- | ---------- | ---------- | ------ |
| 第1回      | 2003-01-19 |            | 土井裕泰   | 31.6%  |
| 第2回      | 2003-01-26 |            | 土井裕泰   | 27.5%  |
| 第3回      | 2003-02-02 |            | 福澤克雄   | 28.6%  |
| 第4回      | 2003-02-09 |            | 平野俊一   | 27.6%  |
| 第5回      | 2003-02-16 |            | 土井裕泰   | 30.9%  |
| 第6回      | 2003-02-23 |            | 平野俊一   | 28.2%  |
| 第7回      | 2003-03-02 |            | 福澤克雄   | 28.9%  |
| 第8回      | 2003-03-09 |            | 土井裕泰   | 29.7%  |
| 第9回      | 2003-03-16 |            | 福澤克雄   | 33.5%  |
| 第10回     | 2003-03-23 |            | 土井裕泰   | 37.6%  |
| 平均收視率 | 平均收視率 | 平均收視率 | 平均收視率 | 30.41% |

- 单集收视率数据来源（页面存档备份，存于）

## 出場飛機
- 波音747
- 波音767
- 波音777
- 波音737

## 模擬駕駛艙場景
- 空中巴士A320飛行模擬機

波音767模擬機

## 獎項及榮譽
- 「第36屆日劇學院賞」最佳男配角：堤真一
- 「第36屆日劇學院賞」最佳片頭：平野俊一

## 相關項目
- 全日空
- 成田機場
- 羽田機場

## 作品的變遷
| TBS電視台 周日劇場 9時                                                    | TBS電視台 周日劇場 9時                        | TBS電視台 周日劇場 9時                       |
| ------------------------------------------------------------------------- | --------------------------------------------- | -------------------------------------------- |
|                                                                           | GOOD LUCK!! （2003.01.19 - 2003.03.23）       |                                              |
| おとうさん （2002.10.13 - 2002.12.22）                                    | 笑顏的法則 （2003.04.13 - 2003.06.22）        |                                              |
| 八大戲劇台 週六 12:00                                                     |                                               |                                              |
| —                                                                         | 夢想起飛GOOD-LUCK （2003.12.13 - 2004.02.14） | —                                            |
| 香港 翡翠台 第二線劇集 星期日 20:00-21:00                                 |                                               |                                              |
| -                                                                         | （2004.06.06 - 2004.08.15）                   | 天國的階梯 （2004.09.05 - 2004.11.28）       |
| 江西四套 每天 8：00-10：00                                                |                                               |                                              |
| —                                                                         | （2006.2左右）                                | —                                            |
| 香港 高清翡翠台 高清劇場 星期一至五 18:00-19:00、23:30-00:30、03:45-04:45 |                                               |                                              |
| 幸福的抉擇 （2008.12.24 - 2009.01.20）                                    | （2009.01.21 - 2009.02.03）                   | 包青天 （2009.02.04 - 2009.04.29）           |
| 香港 高清翡翠台 午夜連續劇 星期六 23:50-00:50                             |                                               |                                              |
| CHANGE （2009.12.19 - 2010.02.27）                                        | （2010.03.06 - 2010.05.08）                   | 魔王 （2010.05.15 - 2010.07.24）             |
| 台灣JET日本台 超人氣偶像劇 週一至週五 22:00-23:00                         |                                               |                                              |
| 戀愛世代 （2009.08.21 - 2009.09.04）                                      | Good Luck!! （2009.09.07 - 2009.09.18）       | Love Story （2009.09.21 - 2009.10.05）       |
| 台灣民視無線台 週日 22:15-23:45                                           |                                               |                                              |
| 華麗一族 （2010.01.17 - 2010.03.21）                                      | （2010.03.28 - 2010.05.23）                   | 泡沫之夏 （2010.05.30 - 2010.08.29）         |
| 台灣WakuWaku Japan 週一至週五 12:00-13:00                                 |                                               |                                              |
| 涅墨西斯 （2021.07.06 - 2021.07.19）                                      | （2021.07.20 - 2021.08.02）                   | 東野圭吾推理劇場 （2021.08.03 - 2021.08.16） |

## 注解
1. ↑  还在之后（2007~2008年左右）下午播放过空中情缘，均为中文配音。